# Savigny, Manche
Savigny är en kommun i departementet Manche i regionen Normandie i norra Frankrike. Kommunen ligger i kantonen Cerisy-la-Salle som tillhör arrondissementet Coutances. År 2022 hade Savigny 433 invånare.

## Befolkningsutveckling
Antalet invånare i kommunen Savigny
| Referens: INSEE |